# Selliguea murudensis
Selliguea murudensis är en stensöteväxtart som först beskrevs av Carl Frederik Albert Christensen, och fick sitt nu gällande namn av Barbara S. Parris. Selliguea murudensis ingår i släktet Selliguea och familjen Polypodiaceae. Inga underarter finns listade.